# ヘルベルト・キクル
ヘルベルト・キクル（Herbert Kickl、1968年10月19日 - ）は、オーストリアの政治家。2024年9月の下院議会選で第1党に躍進した親露派極右政党自由党の党首を務め、移民の出身国への送還など、移民や難民に排他的な主張を掲げている。内務大臣などを歴任。

## 初期の来歴
労働者階級出身。後の緑の党党首エヴァ・グラヴィシュニヒ＝ピースチェクらと同じギムナジウムに通った後、ウィーン大学で学んだ。

## 政治家としての経歴
1995年から2002年にかけて、自由党事務局で働き、自由党党首やケルンテン州首相などを歴任したイェルク・ハイダーのスピーチライターとして頭角を現し、事務局長まで昇進したが、ハイダーがオーストリア未来同盟を結成し、自由党を離れた際も自由党に残った。
2017年12月、国民党・自由党の連立政権である第一次クルツ政権において内務大臣に就任するも、2019年5月20日、自由党幹部のハインツ＝クリスティアン・シュトラッヘ副首相の利益供与スキャンダル（イビサ・ゲート）が発覚して、辞任。
内務大臣辞任後は、野党となった自由党の党首となり、新型コロナウイルス感染症のパンデミックに関して、政権との対立姿勢を示し、国民からの人気を得た。
2025年1月、辞意を示した国民党のネハンマー首相の後任としてファン・デア・ベレン大統領から組閣を命じられた。しかし連立協議は難航し、2月12日に組閣協議に失敗したことをファン・デア・ベレン大統領に報告し、首相指名を辞退した。

## 政治姿勢
政治信条が近い隣国ハンガリーのオルバーン・ヴィクトル首相を敬愛している。
また、人気のある顔と「国民の側に立つ」唯一の政治家として培われたイメージ、そしてファン・デア・ベレン大統領を「（大統領府である）ホーフブルク宮殿に何年も植物状態で横たわっているミイラ」と評したりするような自身とは違うイデオロギーを持った（特に左派の）政治家たちに対する激しい毒舌により国民からの支持を得ている。

### 移民政策
公約の中で、「 招かれざる外国人の再移住」、つまり強制追放を提案している。

### COVID-19 パンデミック
ロックダウンに反対するデモを組織したほか、マスク着用の義務化と新型コロナウイルス・ワクチン接種に反対し、イスラエルにおける大規模ワクチン接種キャンペーンを「健康アパルトヘイト」と呼び、批判し、コロナ対策として、有効性が実証されておらず、医療機関によっては推奨されてすらいない駆虫薬であるイベルメクチンの接種を推進した。
その影響でイベルメクチンのオーストリア国内での売上は急増し、多くの薬局で売り切れになりったが、この薬による中毒事件も記録されている。

### ロシアによるウクライナ侵攻
ロシアのウラジーミル・プーチン大統領および彼の政党「統一ロシア」との緊密な関係を支持していて、2022年のウクライナ侵攻後、彼はNATOとロシア双方に紛争の責任があると述べ、中立を主張し、EUの対ロシア制裁や欧州のウクライナ支援に反対した。また、オーストリアによるウクライナ難民の受け入れにも反対した。